# Kesäsjärvi
Kesäsjärvi är en sjö i Gällivare kommun i Lappland och ingår i Kalixälvens huvudavrinningsområde. Sjön har en area på 0,0529 kvadratkilometer och ligger 250,3 meter över havet.

## Delavrinningsområde
Kesäsjärvi ingår i det delavrinningsområde (746363-175441) som SMHI kallar för Ovan Valtiojoki. Medelhöjden är 270 meter över havet och ytan är 30,1 kvadratkilometer. Räknas de 67 avrinningsområdena uppströms in blir den ackumulerade arean 547,85 kvadratkilometer. Ängesån (Vettasjoki) som avvattnar avrinningsområdet har biflödesordning 3, vilket innebär att vattnet flödar genom totalt 3 vattendrag innan det når havet efter 183 kilometer. Avrinningsområdet består mestadels av skog (82 procent) och sankmarker (14 procent). Avrinningsområdet har 0,05 kvadratkilometer vattenytor vilket ger det en sjöprocent på 0,2 procent.